# The Head on the Door
The Head on the Door (с англ. — «Голова на двери») — шестой студийный альбом британской рок-группы The Cure, выпущенный 30 августа 1985 года на лейбле Fiction Records. Пластинка была спродюсирована фронтменом и вокалистом коллектива Робертом Смитом и продюсером Дэйвом Алленом.
Альбом стал первым с участием барабанщика Бориса Уильямса, заменившего уволенного Энди Андерсона. Кроме того, в состав вернулся басист Саймон Гэллап, который в начале 1980-х работал над тремя крупными релизами коллектива. К группе также присоединился гитарист Порл Томпсон, до этого игравший как сессионный участник в туре The Top. Клавишник и сооснователь The Cure Лол Толхерст во время записи альбома начал злоупотреблять алкоголем, из-за чего не сочинил ни одной песни, потому The Head on the Door стал первым альбомом коллектива, в котором вся музыка и все тексты были написаны исключительно Робертом Смитом.
Предшествовавший синглу «In Between Days», занявшему 15-е место в UK Singles Chart, диск был описан Melody Maker как «сборник поп-песен». The Head on the Door был тепло принят публикой и получил положительные отзывы от мировой прессы; издательство NME включило пластинку в свой список «500 величайших альбомов всех времен», а PopMatters — в «12 важнейших альбомов альтернативного рока 1980-х годов». Альбому присвоили статус золотого в США, Великобритании и Франции. Благодаря разнообразию стилей, группа смогла охватить более широкую аудиторию как в Европе, так и в Северной Америке. Заняв 7-е место в UK Albums Chart, The Head on the Door смог стать самым успешным альбомом The Cure в Великобритании на момент выхода.

## История создания

### Новый состав
Дела в последние годы шли все хуже и хуже. Могло случиться вообще, что группа исчезнет. Я не хотел допускать, чтобы The Cure стала пародией на саму себя. Для этого все нужно было изменить: людей, себя, музыку, отношение к действительности, к критике, к общественному мнению, к женщинам, к друзьям и приступить к новому делу. К счастью, оказалось, что это не конец всего, а просто конец первой части. Вторая часть началась с The Head On The Door…Роберт Смит

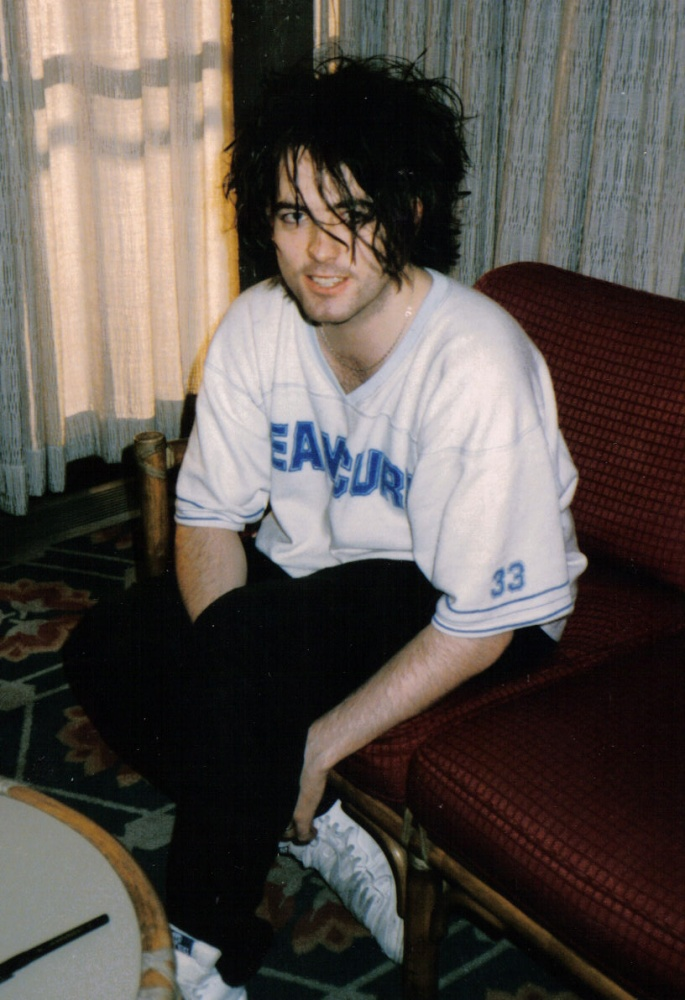
Роберт Смит в 1985 году

В 1984 году шёл тур альбома The Top, The Cure продолжали гастролировать по Новой Зеландии, Австралии, Японии, Канаде и США в составе пяти человек, однако во время выступлений возникли проблемы, связанные с агрессией барабанщика Энди Андерсона. В мае во французском городе Ницце его ложно приняли за преступника и опрыскали из газового баллончика. Роуди группы Перри Бэмоунту и ударнику Лолу Толхерсту удалось вызволить Андерсона из тюрьмы, заявив, что дают ему последний шанс. Однако 12 октября он устроил погром в комнате отеля; Андерсон набрасывался на каждого, кто к нему приближался. Фронтмен Роберт Смит предположил, что причинной погрома стали насмешки над его цветом кожи (Андерсон принадлежал к негроидной расе), так как проблемы с расизмом у группы уже происходили. После нескольких подобных инцидентов в Японии, Смиту пришлось отказать ему в дальнейшей совместной работе, из-за чего за время гастролей группа пробовала играть с барабанщиками Винсом Эли (The Psychedelic Furs) и Борисом Уильямсом (Thompson Twins), последний из которых принял предложение завершить тур и стать полноправным участником коллектива.
К группе также присоединился мультиинструменталист Порл Томпсон, игравший на гитаре в первые дни существования коллектива, а также на клавишных и саксофоне во время тура The Top. По возвращении на родину басист Филипп Торнелли из-за усталости и постоянных переездов ушёл из группы, решив заняться сольной карьерой. Примерно в то же время, с помощью техника The Cure Гэри Биддлза, Смит встретился с бас-гитаристом группы Саймоном Гэллапом, тогда временно игравшим в коллективе Fools Dance. Музыканты, не видевшиеся больше года с периода работы над Pornography, «за кружкой пива сразу же нашли общий язык». Роберт был в восторге от возвращения Саймона. В интервью Melody Maker он заявил: «Мы опять стали группой».

### Запись
Я не очень осознавал, что происходит. Мне казалось: лучше выпью ещё. Торчал на студии и расстраивался, что не могу ничего сыграть или подать хорошую идею, как прежде.
В феврале 1985 года The Cure в обновлённом составе собрались в студии F2 на Тотенхэм-Корт-роуд, где Смит показал демозапись, ставшую основой нового альбома. К весне запись песен для The Head on the Door близилась к завершению; сессии проходили в трёх студиях — Angel, Townhouse и Genetic. Вместе со Смитом продюсированием альбома занимался Дэйв Аллен, прославившийся сведением пластинки Dare синти-поп-группы The Human League.
Запись шла довольно гладко, несмотря на возникавшие конфликты между Лолом Толхерстом и остальными музыкантами. По словам Смита, на каждой сессии клавишник пьянствовал: «Не думаю, что Лол об этом помнит. Каждую ночь он доводил себя до беспамятства, и мы отправляли его домой на такси». Однако Толхерст знал, что у него большие проблемы с алкоголем, но не понимал, как от этого избавиться — единственным решением для него было продолжать пить. В отличие от предыдущих пяти студийных записей The Cure, в The Head on the Door Лол Толхерст не сочинил ни одной песни — весь альбом был написан исключительно Робертом Смитом.

## Содержание

### Музыкальный стиль
Музыкальная составляющая The Head on the Door была отнесена критиками к различным жанрам — альтернативному року, альтернативному попу, поп-музыке, новой волне, арт-попу, психоделическому попу, фолк-попу и джэнгл-попу. Авторы журналов Stylus и Far Out отмечали в пластинке элементы постпанка и готик-рока, соответственно. Когда Смит давал интервью Canal+ в год выхода The Head on the Door, он сказал, что его пятью любимыми альбомами в то время были Mirror Moves The Psychedelic Furs, This Year’s Model Элвиса Костелло, Low Дэвида Боуи, Kaleidoscope Siouxsie and the Banshees и Rattus Norvegicus The Stranglers.
В предыдущих работах The Cure преобладали либо оптимистические, либо пессимистические мотивы; в The Head on the Door коллективу удалось их соединить. Во время продвижения пластинки Смит заявил, что The Head on the Door был вдохновлён альбомами Kaleidoscope группы Siouxsie and the Banshees и Dare группы The Human League. Его идея заключалась в том, чтобы написать эклектичный альбом, который бы включал в себя разные стили и настроения: «Он [The Head on the Door] напоминает мне Kaleidoscope, где отражено множество разнообразного звучания и красок».

### Композиции

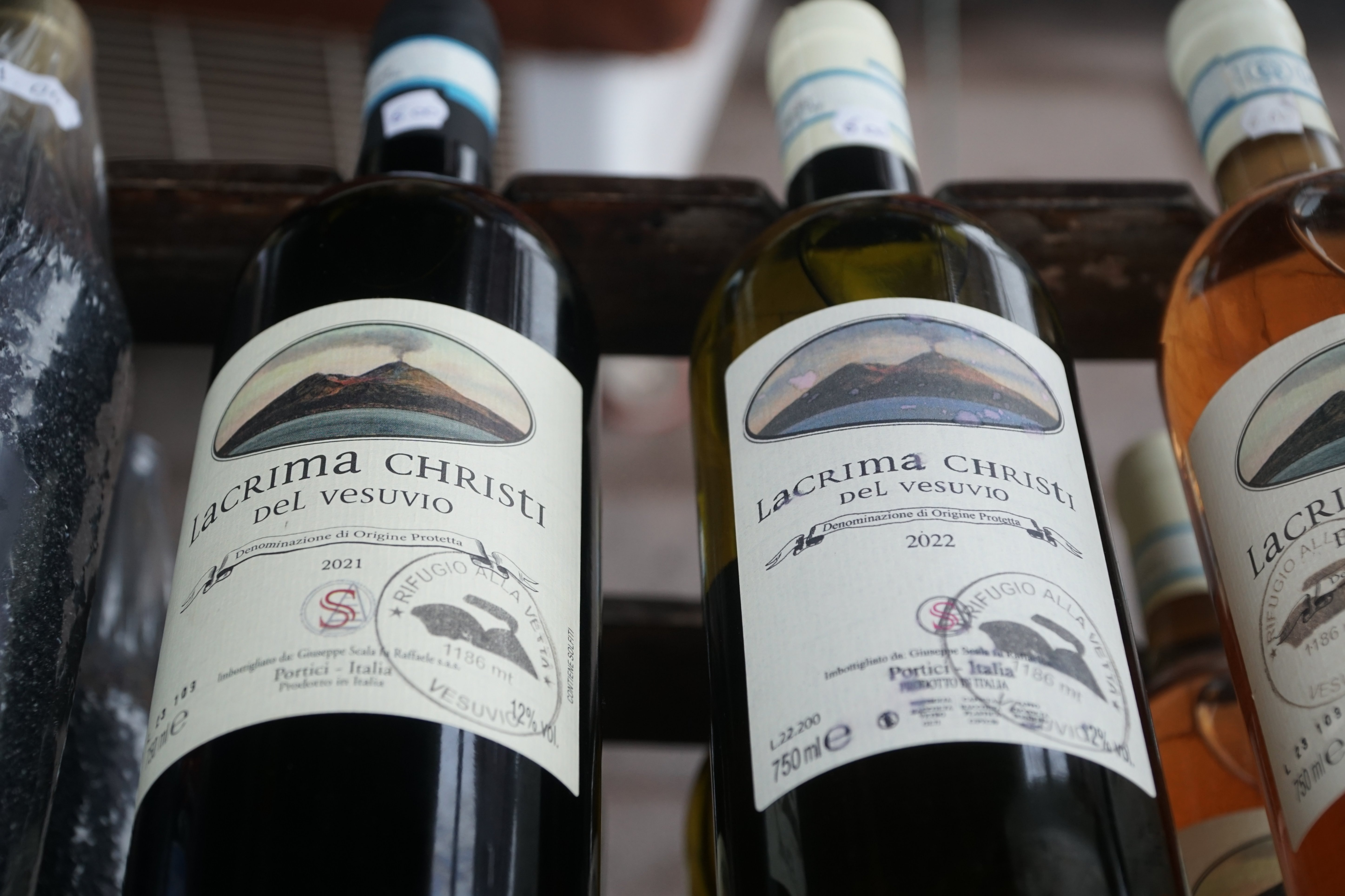
Вино вдохновило Смита на написание «The Blood»

Вступительный трек и ведущий сингл «In Between Days» стал для группы первым хитом, занявшим высокие позиции в чартах некоторых стран мира, а также сумевшим попасть в американский хит-парад Billboard Hot 100. Пессимистичная тематика композиции контрастирует с праздничной музыкой, сравниваемой с материалом New Order и включающей в себя выделяющиеся партии органа и гитар. Смит считает «In Between Days», а конкретнее, баланс между позитивной мелодией и меланхоличным текстом, одним из важнейших достижений в своей жизни.
Будучи в алкогольном опьянении ночью в доме Стива Северина, бас-гитариста Siouxsie and the Banshees, Смит сочинил «Kyoto Song» и «The Blood». В первой фронтмен соединил воедино мрачный текст, смелый вокал и самобытную мелодию с восточными мотивами. «Kyoto Song» схожа с песней «Театр Теней» группы «Алиса» из альбома «Шестой лесничий», вышедшего год спустя после The Head on the Door. Фронтмен коллектива, Константин Кинчев, отмечал: «В тот период я увлекался группой The Cure и не устоял от соблазна использовать гармонию и мелодию известного коллектива, однако вторая часть развития этой песни, это уже моя додумка». В альбоме «Шестой лесничий» Кинчев сделал выноски, что авторы «Театра Теней» — он и Роберт Смит. Песня «The Blood» исполнена в стиле фламенко; строчка из текста («I am paralysed by the blood of Christ» (с англ. — «Я парализован кровью Христа»)) подразумевает португальское вино Lacryma Christi (с порт. — «слезы Христа»), которое Смит часто пил у Северина. Композиция также была вдохновлена этикеткой напитка — на ней Дева Мария одной рукой держала Иисуса, а другой — бутылку вина.
В тексте «Six Different Ways» повествуется о раздвоении личности. Мелодия фортепиано в композиции ранее использовалась Смитом во время его работы с Siouxsie and the Banshees для сингла «Swimming Horses». Музыку «Push» биограф The Cure Джефф Аптер назвал «единственным неверным решением в релизе» и описал песню как «шаг назад в сторону современного рока по типу Big Country». В композициях «The Baby Screams» и «Close to Me» Роберт Смит, как ранее в «A Forest», запечатлел свои кошмары. «Screw» касалась темы наркотиков, а «Close to Me», выпущенная как второй и последний сингл с альбома, была охарактеризована критиками как «дискотека». В последней композиции альбома, «Sinking», Смит размышлял о необратимом ходе времени; музыка песни напоминала о периоде создания альбома Faith. «A Night Like This», содержащая соло на саксофоне Рона Хоу из «Fools Dance», была сочинена ещё до выпуска альбома Three Imaginary Boys и является одной из первых написанных песен The Cure. В 1996 году была выпущена кавер-версия на «A Night Like This» от группы The Smashing Pumpkins в переиздании сингла «Bullet with Butterfly Wings».

### Обложка и название
Физиономия на обложке The Head On The Door — художественно оформленная фотография младшей сестры Роберта Смита. Название альбома происходит от строчки в припеве «Close to Me»: «If only I was sure / That my head on the door / Was a dream» (с англ. — «Если бы я только был уверен / Что моя голова на двери / Была сном»). По словам Смита, болея, он видел злобно усмехающуюся ему голову, которая тут же пропадала.

## Отзывы критиков
| Оценки критиков               | Оценки критиков |
| Источник                      | Оценка          |
| ----------------------------- | --------------- |
| AllMusic                      | [ 20 ]          |
| Blender                       | [ 49 ]          |
| Роберт Кристгау               | B               |
| Mojo                          | [ 51 ]          |
| Pitchfork                     | 8,7/10          |
| Q                             | [ 53 ]          |
| Record Mirror                 | 4/5             |
| The Rolling Stone Album Guide | [ 54 ]          |
| Sounds                        | [ 38 ]          |
| Spin                          | [ 55 ]          |

Альбом The Head on the Door был выпущен 30 августа 1985 года и получил положительные отзывы от британской прессы. В обзоре Melody Maker рецензент Стив Сазерленд оценил посыл The Head on the Door, отметив «попсовую притягательность „Close to Me“». Сазерленд также заявил, что альбом представляет собой «совершенство, будучи всего лишь сборником поп-песен».
Крис Робертс из Sounds сказал, что «[альбом] заставляет многих поп-звезд желать становиться моднее, чтобы они могли оставаться в постели весь день». По мнению обозревателя Record Mirror Энди Стрикленда, альбому недостаёт любимого многими гитарного эффекта хоруса; при этом он отметил «более широкий, более зрелый музыкальный подход». Мэт Сноу из NME нашёл пластинку «довольно попсовой», но сказал, что мелодий в ней — «в изобилии». Критиков Rolling Stone альбом не восхитил; те заявили, что несмотря на большой потенциал The Cure в США, единственной поистине хорошей песней в The Head on the Door является «чертовски классная „In Between Days“ и не более того». В декабре 1985 года еженедельник Melody Maker назвал The Head on the Door лучшим альбомом года.
В ретроспективном обзоре AllMusic критик Тим Сендра отметил, что альбом The Head on the Door ознаменовал новое музыкальное направление для группы, поскольку Смиту удалось преобразить фирменный «мрачный и обречённый» стиль The Cure в «танцевальный и популярный»; Сендра также обнаружил, что «изобретательные» аранжировки альбома обеспечивают «музыкальную глубину, которой не хватало предыдущим попыткам». В своей статье для журнала Q Том Дойл сказал: «Такие песни, как „In Between Days“ и „Close to Me“, показали, что Смит соединяет мрачные размышления прошлого с недавними поп-хитами». Ницух Абебе из Pitchfork назвал его «самым целенаправленным поп-альбомом группы», отметив «плотный и потрясающий набор песен». Наряду с альбомами Disintegration, Kiss Me, Kiss Me, Kiss Me, Pornography и Faith, The Head on the Door числится Apple Music как знаковый релиз The Cure.

### Итоговые списки
PopMatters включил The Head on the Door в свой список «12 важнейших альбомов альтернативного рока 1980-х годов», назвав пластинку «выдающимся примером способности Смита использовать поп-музыку как средство выражения тревоги». В 2000 году альбом занял 833-е место в списке Колина Ларкина «1000 лучших альбомов всех времён». Пресса журнала NME также включила пластинку в свой список «500 величайших альбомов всех времён», поставив на 494-ю позицию. В списке The Morning News «Топ-10 альбомов 1985 года», The Head on the Door занял второе место, уступив лишь Meat Is Murder группы The Smiths.
| Издатель          | Год  | Название                                                  | Позиция | Источник |
| ----------------- | ---- | --------------------------------------------------------- | ------- | -------- |
| Колин Ларкин      | 2000 | «1000 лучших альбомов всех времен»                        | 833     | [ 62 ]   |
| Alternative Press | 2023 | «Альбомы The Cure от худшего к лучшему»                   | 6       | [ 21 ]   |
| Far Out Magazine  | 2021 | «Альбомы The Cure от худшего к лучшему»                   | 4       | [ 29 ]   |
| Melody Maker      | 1985 | «Топ-10 альбомов 1985 года»                               | 1       | [ 60 ]   |
| NME               | 2013 | «500 величайших альбомов всех времен»                     | 494     | [ 7 ]    |
| PopMatters        | 2014 | «12 важнейших альбомов альтернативного рока 1980-х годов» | —       | [ 8 ]    |
| Radio X           | 2024 | «25 лучших альбомов 1985 года»                            | 16      | [ 64 ]   |
| The Morning News  | 2007 | «Топ-10 альбомов 1985 года»                               | 2       | [ 63 ]   |

## Коммерческий успех и последствия

Роберт Смит на концерте в «Уэмбли» в 1985 году

The Head on the Door стал первым крупным международным успехом для группы: в частности, он вошел в топ-75 альбомов в США и топ-20 во многих других странах. Пластинке присвоили статус золотого диска в США и Великобритании, а во Франции — дважды золотого. Синглы с альбома стали хитами; «In Between Days» смог стать первым синглом The Cure, попавшим в чарт Billboard Hot 100, достигнув 99-го места, а «Close to Me» занял 13-е место в UK Singles Chart и заполучил статус золотого в Великобритании и в Италии. На каждую из песен были сняты успешные видеоклипы, получившие широкую ротацию на MTV. Режиссёром обоих выступил Тим Поуп, ранее работавший с группой по клипу «Let’s Go to Bed».
Тур в поддержку The Head on the Door, начавшийся в Барселоне, имел огромный успех: группа смогла собрать аншлаги на стадионе «Уэмбли» в Лондоне, арене «Аполло» в Манчестере и выставочном центре в Бирмингеме; The Cure выступали вместе с Ниной Хаген, Talk Talk и Бой Джорджем. Концерты в основном состояли из двадцати песен, в число которых также входили композиции как из раннего периода The Cure («10.15 Saturday Night»), так из готичного («One Hundreed Years»). После выхода сингла «Close to Me», группа отправилась в очередные гастроли по США, где им приходилось играть четырнадцать концертов за месяц; тур завершился аншлагом в нью-йоркском Радио-сити.
В период с 1985 по 1992 год, который сами участники группы называли «золотым периодом The Cure», каждый выходивший альбом становился коммерчески успешнее предыдущего; в то время как The Head on the Door занял 7-е место в UK Albums Chart, Kiss Me, Kiss Me, Kiss Me (1987), следующая запись коллектива, заняла шестое, Disintegration (1989) — третье, Wish (1992) — первое. После выпуска The Head on the Door, группа стала набирать популярность: Роберт Смит начал активно появляться на обложках журналов Smash Hits и Just Seventeen — у The Cure брали интервью. В начале 1986 года Polydor Records предложили коллективу выпустить сборник лучших хитов. Смит отнёсся к этому с опасением, считая, что «обычно это сигнализирует о том, что у группы заканчивается срок годности». Однако, понимая, что воспрепятствовать лейблу выпустить альбом он не может, фронтмен решил поучаствовать в процессе отбора, и 15 мая 1986 года был выпущен сборник Standing on a Beach, в который вошли успешные синглы за десятилетний период существования The Cure. Специально для компиляции были перезаписаны ранние композиции группы, «Boys Don’t Cry» и «Killing An Arab», на которые также были сняты видеоклипы.

## Список композиций
Все тексты песен и музыку сочинил Роберт Смит.
| №   | Название             | Длительность |
| --- | -------------------- | ------------ |
| 1.  | «In Between Days»    | 2:57         |
| 2.  | «Kyoto Song»         | 4:16         |
| 3.  | «The Blood»          | 3:43         |
| 4.  | «Six Different Ways» | 3:18         |
| 5.  | «Push»               | 4:31         |
| 6.  | «The Baby Screams»   | 3:44         |
| 7.  | «Close to Me»        | 3:23         |
| 8.  | «A Night Like This»  | 4:16         |
| 9.  | «Screw»              | 2:38         |
| 10. | «Sinking»            | 4:57         |

## Участники записи
The Cure
- Роберт Смит — вокал, гитара, клавишные, шестиструнная бас-гитара, продюсер
- Лоуренс Толхерст — клавишные
- Порл Томпсон — гитара, клавишные
- Саймон Гэллап — бас-гитара
- Борис Уильямс — ударные, перкуссия

Персонал
- Дэвид Аллен — продюсер
- Рон Хау — саксофон («A Night Like This»)
- Говард Грей — продюсер («Kyoto Song»)

## Позиции в чартах

### Альбом
| Чарт (1985—1986)                 | Высшая позиция |
| -------------------------------- | -------------- |
| Австралия (Kent Music Report)    | 6              |
| Великобритания (UK Albums Chart) | 7              |
| Германия (Offizielle Top 100)    | 15             |
| Европа (Eurotipsheet)            | 7              |
| Италия (Musica e dischi)         | 18             |
| Нидерланды (Album Top 100)       | 3              |
| Новая Зеландия (RMNZ)            | 11             |
| США (Billboard 200)              | 59             |
| Швейцария (Schweizer Hitparade)  | 14             |
| Швеция (Sverigetopplistan)       | 24             |

| Чарт (2006)               | Высшая позиция |
| ------------------------- | -------------- |
| Италия (Classifica album) | 96             |

| Чарт (2023)                 | Высшая позиция |
| --------------------------- | -------------- |
| Бельгия/Фландрия (Ultratop) | 99             |
| Бельгия/Валлония (Ultratop) | 189            |

| Чарт (1985)                   | Позиция |
| ----------------------------- | ------- |
| Австралия (Kent Music Report) | 65      |

| Чарт (1986)                        | Позиция |
| ---------------------------------- | ------- |
| США (Billboard Top Popular Albums) | 85      |

### Синглы
| Название          | Высшая позиция   | Высшая позиция                 | Высшая позиция    |
| Название          | UK Singles Chart | Billboard Hot Dance Club Songs | Kent Music Report |
| ----------------- | ---------------- | ------------------------------ | ----------------- |
| «In Between Days» | 15               | 39                             | 16                |
| «Close to Me»     | 24               | 32                             | 7                 |

## Сертификации
| Регион | Сертификация | Продажи  |
| --- | ------------ | -------- |
| Великобритания (BPI) | Золотой      | 100 000^ |
| США (RIAA) | Золотой      | 500 000^ |
| Франция (SNEP) | 2× Золотой   | 200 000* |
| * Данные о продажах приведены только на основе сертификации. ^ Данные о тиражах приведены только на основе сертификации. |              |          |

## Комментарии
1. ↑  Последующие альбомы Kiss Me, Kiss Me, Kiss Me, Disintegration и Wish смогли занять более высокие позиции[10].